# Sosnowa (województwo dolnośląskie)
Sosnowa (niem. Wolmsdorf) – wieś w Polsce położona w województwie dolnośląskim, w powiecie ząbkowickim, w gminie Kamieniec Ząbkowicki.
| SIMC       | Nazwa | Rodzaj  |
| ---------- | ----- | ------- |
| nie nadano | Rogów | kolonia |

W latach 1975–1998 miejscowość administracyjnie należała do województwa wałbrzyskiego.
Wieś położona jest w dolinie potoku Świda na terenie Przedgórza Paczkowskiego.

## Toponimia
Nazwa wsi Wolmsdorf jest dzierżawcza od imienia pierwszego właściciela lub zasadźcy wsi Wolframa.

## Historia
Wieś została założona na początku XIII w. jako wieś książęca i była wsią słowiańską. Pierwsza o niej wzmianka pochodzi z 1210 r. i występuje jako nadana klasztorowi augustianów w Kamieńcu Ząbkowickim. W 1249 wzmiankowany jest znajdujący się w granicach wsi folwark Rogów. W 1251 r. stała się własnością cystersów, ale przez okres 100 lat trwały spory o wieś. W 1302 r. Sosnowa została lokowana ponownie na prawie niemieckim, a w 1351 r. stała się ostatecznie własnością cysterską. Już w XIII w. wzmiankowany był w we wsi kościół. W 1785 r. według Zimmermanna, mieszkało tutaj 13 kmieci, 21 zagrodników, 22 chałupników, 5 rzemieślników i 1 pasterz. Działała też szkoła katolicka z 1 nauczycielem i młyn wodny o 2 kołach. Kościół zbudowano dopiero w 1799 r. W 1911 r. zbudowano przystanek na linii kolejowej Złoty Stok – Kamieniec Ząbkowicki.

## Zabytki
Do wojewódzkiego rejestru zabytków wpisany jest kościół filialny pod wezwaniem Świętego Maternusa, z połowy XVIII w. jest najciekawszym zabytkiem wsi, a wieś należy do parafii Wniebowzięcia Najświętszej Maryi Panny w Kamieńcu Ząbkowickim.